# American V: A Hundred Highways
Albums de Johnny Cash
Personal File
(2006) American VI: Ain't No Grave
(2010)
Albums par American Recordings series
Unearthed
(2003) American VI: Ain't No Grave
(2010)
American V: A Hundred Highways est un album du chanteur country Johnny Cash. Paru, à titre posthume le 4 juillet 2006, il est le cinquième album de la série American Recordings.

## Présentation
Comme les précédents opus, cet album est produit par Rick Rubin et comprend des reprises, des chansons originales et des réenregistrements. Les chansons composées par Cash sur l'album sont I Came to Believe et Like the 309, qui est sa dernière composition avant sa mort.
Le titre de l'album provient d'une phrase dans la chanson Love's Been Good to Me.
Pourtant posthume American V devient le premier album de Johnny Cash à prendre la première place du palmarès Billboard depuis Johnny Cash at San Quentin en 1969.
Selon les notes accompagnant Unearthed, un coffret composé de chansons qui n'ont pas été incluses sur les quatre premiers albums de la série, environ 50 chansons auraient été enregistrées au cours des sessions d'American V, avant la mort de Cash le 12 septembre 2003.
Un deuxième album posthume, American VI: Ain't No Grave, comprend d'autres chansons enregistrées au cours de ces sessions.

## Liste des titres
| 1.    | Help Me                                 | Larry Gatlin                | Kris Kristofferson, Jesus Was a Capricorn, 1972              | 2:51 |
| 2.    | God's Gonna Cut You Down (traditionnel) |                             | Odetta, Sings Ballads and Blues, 1956                        | 2:38 |
| 3.    | Like the 309                            | Johnny Cash                 |                                                              | 4:35 |
| 4.    | If You Could Read My Mind               | Gordon Lightfoot            | Sit Down Young Stranger, 1970                                | 4:30 |
| 5.    | Further On Up the Road                  | Bruce Springsteen           | The Rising, 2002                                             | 3:25 |
| 6.    | On the Evening Train                    | Hank Williams               |                                                              | 4:17 |
| 7.    | I Came to Believe                       | Johnny Cash                 |                                                              | 3:44 |
| 8.    | Love's Been Good to Me                  | Rod McKuen                  | Frank Sinatra, A Man Alone & Other Songs of Rod McKuen, 1969 | 3:18 |
| 9.    | A Legend in My Time                     | Don Gibson                  | Sweet Dreams, 1960                                           | 2:37 |
| 10.   | Rose of My Heart                        | Hugh Moffatt                |                                                              | 3:18 |
| 11.   | Four Strong Winds                       | Ian Tyson                   | Ian and Sylvia                                               | 4:34 |
| 12.   | I'm Free from the Chain Gang Now        | Lou Herscher and Saul Klein | The Sound of Johnny Cash, 1962                               | 3:00 |
| 42:52 |                                         |                             |                                                              |      |

## Classements hebdomadaires
| Classement (2006)                  | Meilleure place |
| ---------------------------------- | --------------- |
| Allemagne (Media Control AG)       | 7               |
| Australie (ARIA)                   | 25              |
| Autriche (Ö3 Austria Top 40)       | 8               |
| Belgique (Flandre Ultratop)        | 5               |
| Belgique (Wallonie Ultratop)       | 56              |
| Canada (Canadian Albums Chart)     | 4               |
| Danemark (Tracklisten)             | 5               |
| États-Unis (Billboard 200)         | 1               |
| États-Unis (Top Country Albums)    | 1               |
| Finlande (Suomen virallinen lista) | 7               |
| France (SNEP)                      | 96              |
| Irlande (IRMA)                     | 1               |
| Italie (FIMI)                      | 47              |
| Norvège (VG-lista)                 | 3               |
| Nouvelle-Zélande (RIANZ)           | 25              |
| Pays-Bas (Mega Album Top 100)      | 17              |
| Royaume-Uni (UK Albums Chart)      | 9               |
| Suède (Sverigetopplistan)          | 1               |
| Suisse (Schweizer Hitparade)       | 16              |

## Certifications
| Pays                  | Certification | Unités certifiées |
| --------------------- | ------------- | ----------------- |
| Allemagne (BVMI)      | Or            | 100 000           |
| Canada (Music Canada) | Or            | 50 000            |
| Danemark (IFPI)       | Or            | 20 000            |
| États-Unis (RIAA)     | Or            | 500 000           |
| Royaume-Uni (BPI)     | Or            | 100 000           |